# Herzberg (Mark)
Herzberg település Németországban, azon belül Brandenburgban. Lakosainak száma 664 fő (2023. december 31.).

## Népesség
A település népességének változása:
| Lakosok száma | 653  | 627  | 671  | 673  | 664  |
|               | 2017 | 2019 | 2021 | 2022 | 2023 |